# 李浙
李浙（1480年—1539年），字邦秀，别號龍岡，江西南昌府豐城縣軍籍南昌縣人，明朝政治人物。

## 生平
江西鄉試第九十四名舉人。正德十六年（1521年）中式辛巳科會試第五十九名，登第二甲第三十五名進士。初授南京吏部验封司主事，兼署考功司、稽勲司、及太医院事，调北京礼部儀制司主事，历升兵部职方司员外郎、礼部儀制司郎中，嘉靖六年（1527年）三月因为永淳公主选駙馬之事被下狱，尋以考察降调，謫广西全州判官。升龙游县知县，上任两月，升苏州府通判，摄昆山县事，升楚雄府同知，未任，辞官归乡。

## 家族
曾祖李世珷；祖父李孟，封憲理正；父李鏞（？-1516年），號困學，曾任代府左長史。前母朱氏（贈安人）；母熊氏（封安人）。